# Serie A1 FIAF 1991
La Serie A1 FIAF 1991 è stato il massimo livello del campionato italiano di football americano disputato nel 1991. È stata organizzata dalla Federazione Italiana American Football.
Al campionato hanno preso parte 13 squadre, suddivise in 2 gironi.

## Regular season

### Girone A
| Pos. | Squadra             | %V   | G | V | N | P | PF  | PS  |
| ---- | ------------------- | ---- | - | - | - | - | --- | --- |
| 1    | Lions Bergamo       | .889 | 9 | 8 | 0 | 1 | 240 | 157 |
| 2    | Giaguari Torino     | .722 | 9 | 6 | 1 | 2 | 284 | 232 |
| 3    | Phoenix San Lazzaro | .667 | 9 | 6 | 0 | 3 | 303 | 300 |
| 4    | Pharaones Milano    | .667 | 9 | 6 | 0 | 3 | 288 | 227 |
| 5    | Saints Padova       | .333 | 9 | 3 | 0 | 6 | 202 | 203 |
| 6    | Jets Bolzano        | .333 | 9 | 3 | 0 | 6 | 208 | 234 |

### Girone B
| Pos. | Squadra         | %V   | G  | V | N | P  | PF  | PS  |
| ---- | --------------- | ---- | -- | - | - | -- | --- | --- |
| 1    | Rebels Bologna  | .700 | 10 | 7 | 0 | 3  | 316 | 256 |
| 2    | Gladiatori Roma | .667 | 9  | 6 | 0 | 3  | 269 | 265 |
| 3    | Chiefs Ravenna  | .650 | 10 | 6 | 1 | 3  | 274 | 239 |
| 4    | Frogs Legnano   | .389 | 9  | 3 | 1 | 5  | 182 | 209 |
| 5    | Pythons Milano  | .333 | 9  | 3 | 0 | 6  | 239 | 277 |
| 6    | Towers Bologna  | .167 | 9  | 1 | 1 | 7  | 208 | 303 |
| 7    | Angels Pesaro   | .000 | 10 | 0 | 0 | 10 | 208 | 319 |

## Playoff
Accedono ai playoff le prime 4 squadre di ogni girone.
|  | Quarti di finale | Quarti di finale    | Quarti di finale    |                 |    | Semifinali       | Semifinali | Semifinali |  |  | XI Superbowl | XI Superbowl        | XI Superbowl |
|  |                  |                     |                     |                 |    |                  |            |            |  |  |              |                     |              |
|  | 1                | Lions Bergamo       | 34                  |                 |    |                  |            |            |  |  |              |                     |              |
|  | 8                | Frogs Legnano       | 19                  |                 |    |                  |            |            |  |  |              |                     |              |
|  | 8                | Frogs Legnano       | 19                  |                 |    | Lions Bergamo    | 40         |            |  |  |              |                     |              |
|  |                  |                     |                     |                 |    | Lions Bergamo    | 40         |            |  |  |              |                     |              |
|  |                  |                     | Phoenix San Lazzaro | 54              |    |                  |            |            |  |  |              |                     |              |
|  | 4                | Gladiatori Roma     | Phoenix San Lazzaro | 54              | 27 |                  |            |            |  |  |              |                     |              |
|  | 4                | Gladiatori Roma     |                     |                 | 27 |                  |            |            |  |  |              |                     |              |
|  | 5                | Phoenix San Lazzaro | 32                  |                 |    |                  |            |            |  |  |              |                     |              |
|  |                  |                     |                     |                 |    |                  |            |            |  |  | 1            | Phoenix San Lazzaro | 16           |
|  |                  |                     | 2                   | Giaguari Torino | 38 |                  |            |            |  |  |              |                     |              |
|  | 2                | Rebels Bologna      | 21                  |                 |    |                  |            |            |  |  |              |                     |              |
|  | 7                | Pharaones Milano    | 35                  |                 |    |                  |            |            |  |  |              |                     |              |
|  | 7                | Pharaones Milano    | 35                  |                 |    | Pharaones Milano | 6          |            |  |  |              |                     |              |
|  |                  |                     |                     |                 |    | Pharaones Milano | 6          |            |  |  |              |                     |              |
|  |                  |                     | Giaguari Torino     | 36              |    |                  |            |            |  |  |              |                     |              |
|  | 3                | Giaguari Torino     | Giaguari Torino     | 36              | 43 |                  |            |            |  |  |              |                     |              |
|  | 3                | Giaguari Torino     |                     |                 | 43 |                  |            |            |  |  |              |                     |              |
|  | 6                | Chiefs Ravenna      | 14                  |                 |    |                  |            |            |  |  |              |                     |              |

### XI Superbowl
L'XI Superbowl italiano si è disputato sabato 6 luglio 1991 allo Stadio Brianteo di Monza, ed ha visto i Giaguari Torino superare i Phoenix San Lazzaro per 38 a 16.
Il titolo di MVP della partita è stato assegnato a Mauro Dho, runningback dei Giaguari.
- Giaguari Torino campioni d'Italia 1991 e qualificati all'Eurobowl 1992.